# 서바치카구

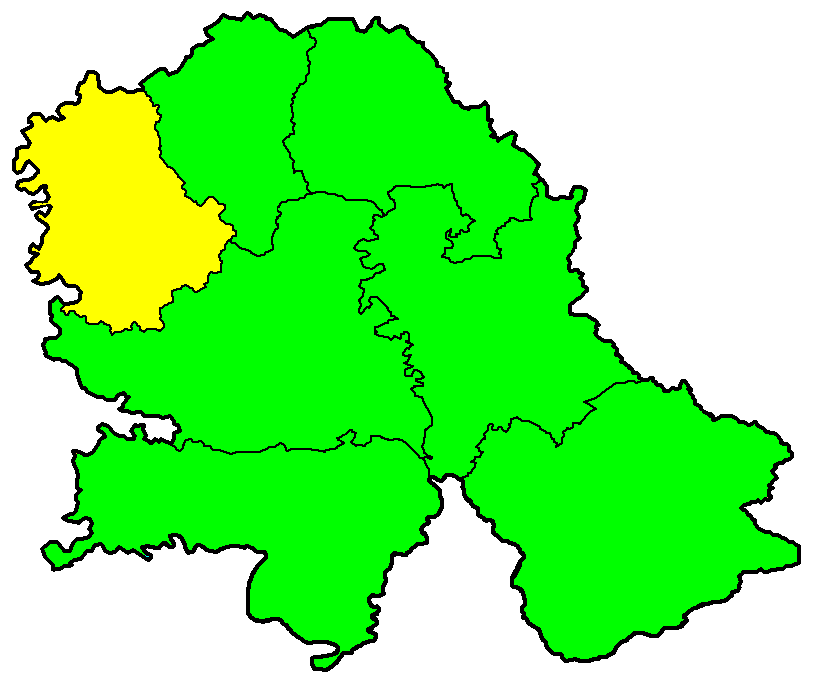
서바치카 구의 위치

서바치카구(세르비아어: Западнобачки округ, Zapadnobački okrug, 크로아티아어: Zapadnobački okrug, 헝가리어: Nyugat-bácskai körzet, 슬로바키아어: Západnobáčsky okres, 루마니아어: Districtul Bacica de Vest, 루신어: Заходнобачки окрух)는 세르비아 북부에 위치한 구로 보이보디나 자치주 북서부에 위치한다. 행정 중심지는 솜보르이며 면적은 2,420km2, 인구는 214,011명(2002년 인구 조사 기준), 인구 밀도는 88.4명/km2이다. 북쪽으로는 헝가리, 서쪽으로는 크로아티아와 국경을 접한다.

## 지방 자치체

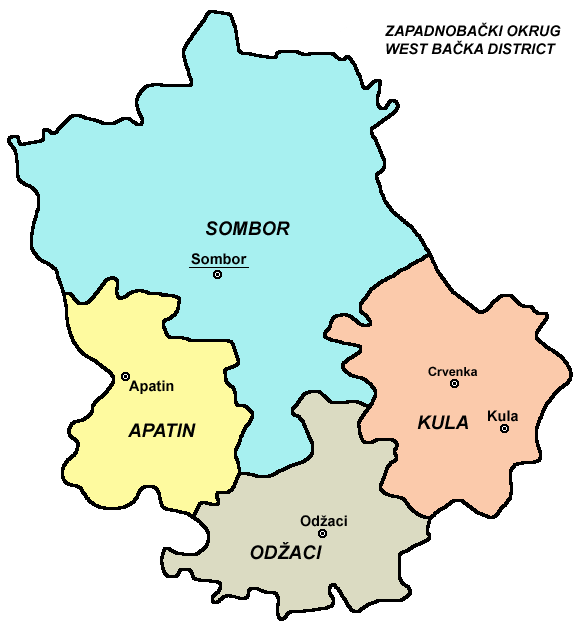
지방 자치체

4개 지방 자치체와 6개 군, 32개 마을을 관할한다.
- 솜보르 (Sombor)
- 아파틴 (Apatin)
- 오자치 (Odžaci)
- 쿨라 (Kula)

## 인구

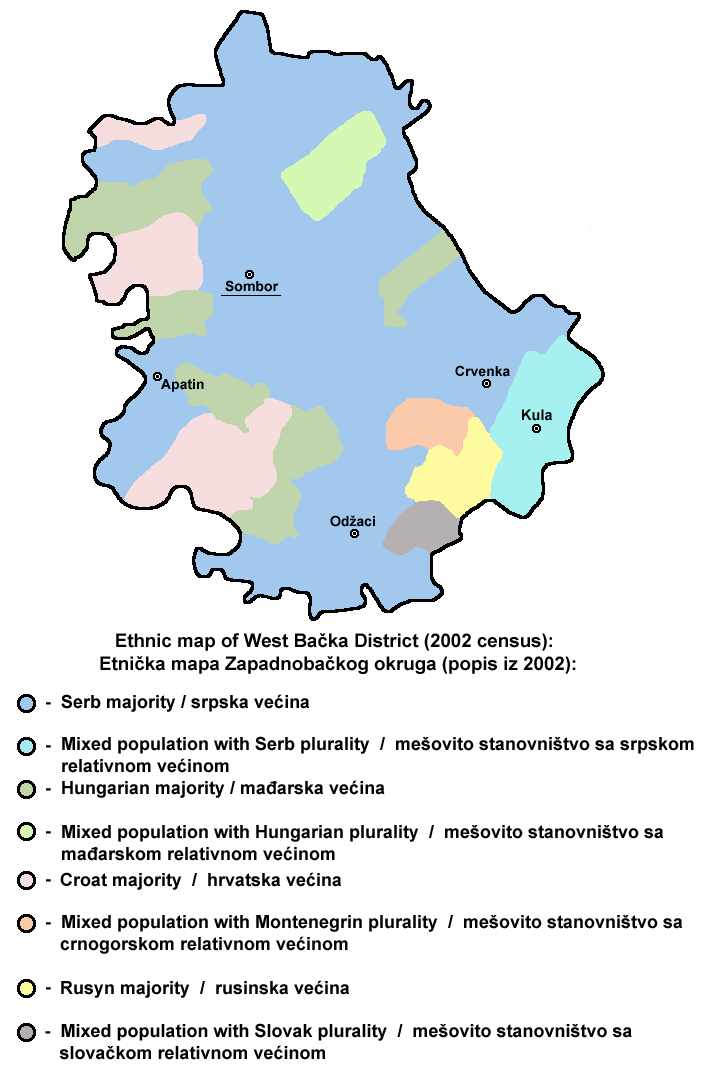
민족 분포 (2002년 인구 조사 기준)

인구와 민족 분포는 2002년 인구 조사를 기준으로 한다.
- 세르비아인 (67.2%)
- 헝가리인 (10.19%)
- 크로아티아인 (6.05%)
- 유고슬라브인 (3.21%)
- 판노니아 루테니아인 (2.58%)
- 부네브치인 (1.31%)
- 그 외의 민족

| 연도  | 인구    | ±% p.a. |
| ----- | ------- | ------- |
| 1948  | 200,465 | —       |
| 1953  | 207,941 | +0.73%  |
| 1961  | 219,331 | +0.67%  |
| 1971  | 220,671 | +0.06%  |
| 1981  | 220,876 | +0.01%  |
| 1991  | 215,916 | −0.23%  |
| 2002  | 214,011 | −0.08%  |
| 2011  | 188,087 | −1.42%  |
| 출처: |         |         |

## 같이 보기
- 세르비아의 행정 구역